# Ячное (Калинковичский район)
Ячное (бел. Ячнае) — деревня в Якимовичском сельсовете Калинковичского района Гомельской области Беларуси.

## География

### Расположение
В 24 км на северо-восток от районного центра и железнодорожной станции Калинковичи (на линии Гомель — Лунинец), 122 км от Гомеля.

## Транспортная сеть
Транспортные связи по просёлочной, затем автомобильной дороге Калинковичи — Бобруйск. Планировка состоит из прямолинейной улицы, ориентированной с юго-запада на северо-восток и застроенной деревянными крестьянскими усадьбами.

## История
Основана в начале XX века переселенцами из соседних деревень. В 1908 году хутор в Дудичской волости Речицкого уезда Минской губернии. В 1931 году организован колхоз «Победа», работала кузница, действовала начальная школа (в 1935 году 75 учеников). Во время Великой Отечественной войны 19 жителей погибли на фронте. Согласно переписи 1959 года в составе колхоза «Ленинская Искра» (центр — деревня Якимовичи).

## Население

### Численность
- 2004 год — 9 хозяйств, 10 жителей.

### Динамика
- 1908 год — 8 дворов, 64 жителя.
- 1959 год — 95 жителей (согласно переписи).
- 2004 год — 9 хозяйств, 10 жителей.